# Tenthredinoidea
Tenthredinoidea Latreille, 1802 è una superfamiglia di imenotteri del sottordine Symphyta.

## Tassonomia
La superfamiglia raggruppa le seguenti famiglie:
- Argidae Konow, 1890
- Blasticotomidae Thomson, 1871
- Cimbicidae Kirby, 1837
- Diprionidae Rohwer, 1910
- † Electrotomidae Rasnitsyn, 1977
- Pergidae Rohwer, 1911
- Tenthredinidae Latreille, 1802
- † Xyelotomidae Rasnitsyn, 1968